# 鸳鸯镇站
鸳鸯镇站，位于中华人民共和国甘肃省天水市武山县鸳鸯镇，是陇海铁路上的火车站，建于1952年，由兰州铁路局管辖。

## 車站周邊
- 连霍高速公路
- 武山水泥厂职工医院
- 红一方面军长征强渡渭河纪念碑

## 歷史
- 建于1952年。

## 外部連結
- 中国铁路客户服务中心（页面存档备份，存于）